# Diazotypia
Diazografia, diazotypia – metoda stykowego kopiowania kontrastowych rysunków i dokumentów o podłożu przezroczystym lub półprzezroczystych, wykorzystująca właściwości materiałów diazograficznych